# Sky Chart
Sky Charts oder Cartes du Ciel ist ein freies Astronomieprogramm. Man kann sich damit den Sternenhimmel so anzeigen lassen, wie er sich zu einer gegebenen Zeit, an einem gegebenen Ort und in einem gegebenen Raumwinkel darstellt. Es simuliert den Sternenhimmel für den Zeitraum von 200.000 v. Chr. bis 200.000 n. Chr., die Planetenpositionen können jedoch standardmäßig nur von 3.000 v. Chr. bis 3.000 n. Chr. angezeigt werden.
Ebenfalls besteht die Möglichkeit, verschiedene Sternkataloge zu laden als auch Teleskope mit Motorsteuerung anzuschließen und mithilfe des Programms zu positionieren.
Hauptentwickler ist der Schweizer Patrick Chevalley.